# Steward (luchtvaart)

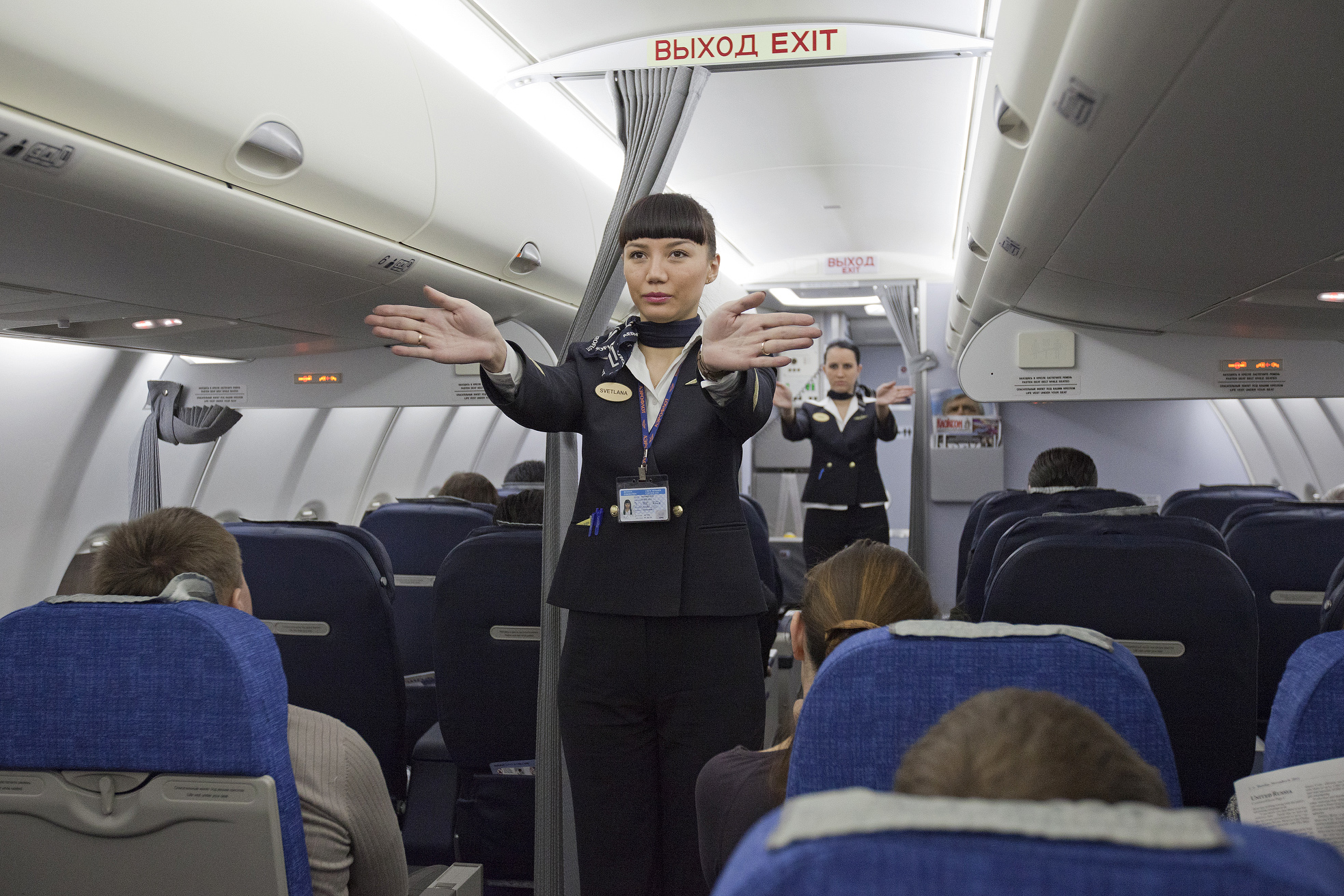
Stewardessen geven een veiligheidsdemonstratie aan het begin van een vlucht, hier bij Aeroflot.

Een steward (man) of stewardess (vrouw) is iemand die in een passagiersvliegtuig voor de veiligheid en de verzorging van de passagiers zorgt. Stewards en stewardessen in een vliegtuig worden gerekend tot het cabinepersoneel. De leidinggevende van het cabinepersoneel is de (senior) purser. Een steward(ess) is er in eerste instantie voor de veiligheid aan boord. Daarnaast zorgt hij ervoor dat de passagiers een aangename vlucht hebben.
Iemand die de reizigers op de luchthaven behulpzaam is, wordt grondsteward(ess) genoemd. Dit artikel gaat echter uitsluitend over het cabinepersoneel. Hoewel het beroep zeer veel door vrouwen wordt uitgeoefend, stewardessen dus, wordt in dit artikel de mannelijke vorm gebruikt.

## Kennis en vaardigheden
Om steward te kunnen worden geldt een aantal vereisten. Ze verschillen per maatschappij, maar komen in grote lijnen op het volgende neer:

### Persoonlijk
- minimaal 18-21 jaar

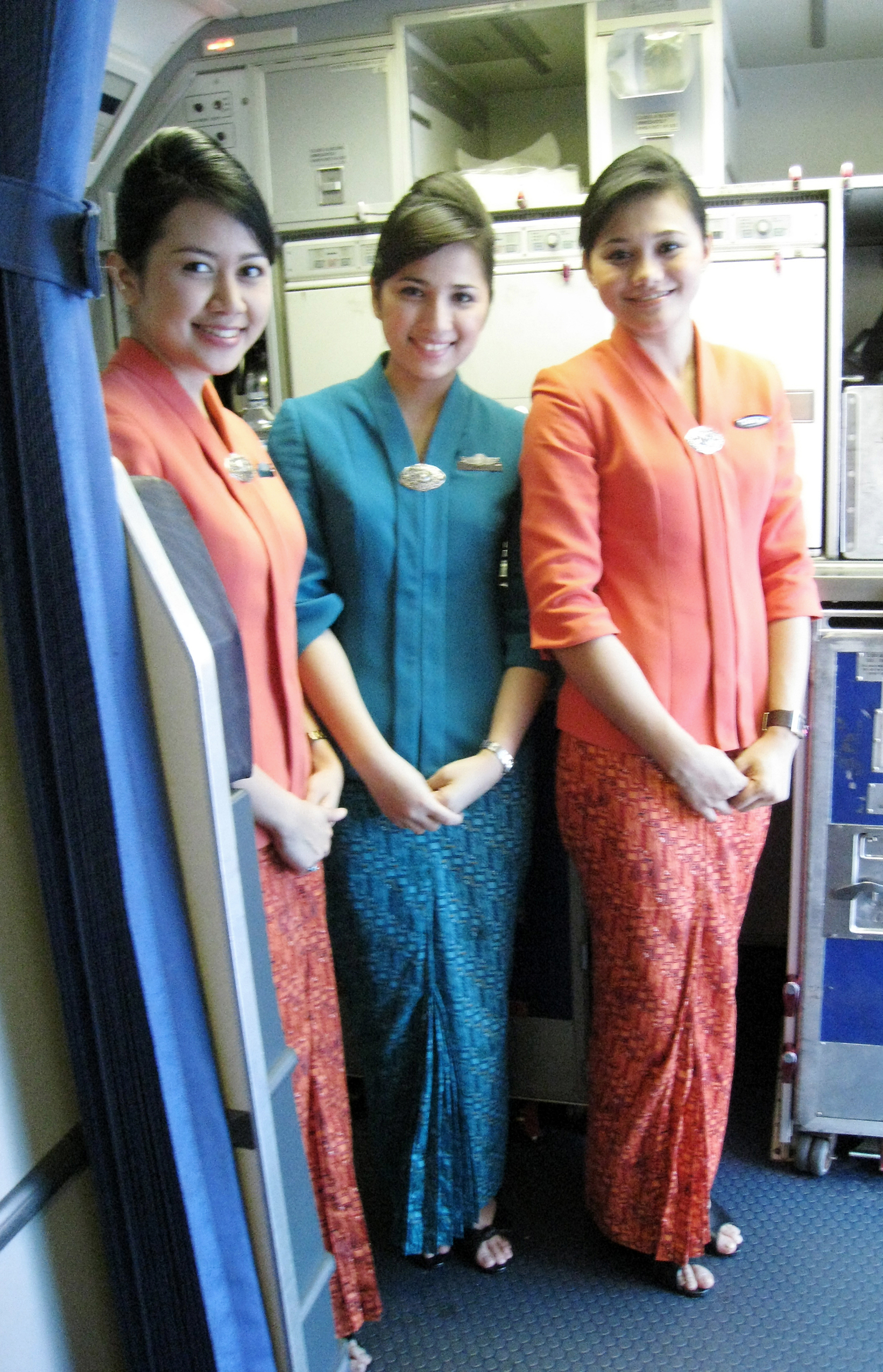
Stewardessen begroeten de instappende passagiers, hier bij Garuda Indonesia.

- minimaal beschikken over een havodiploma of afgeronde mbo-opleiding
- vriendelijk, servicegericht en goedverzorgd
- de Engelse taal goed beheersen
- een niet te grote oogafwijking (meestal tussen −5 en +5)
- niet te groot en niet te klein (mannen 1,60 à 1,90 m) (vrouwen 1,50 à 1,80 m)
- een lengte en gewicht hebben die in verhouding zijn
- geen zichtbare tatoeages
- binnen een bepaalde tijd op de basis-luchthaven kunnen zijn (meestal 60 minuten)
- beschikken over een zwemdiploma
- geen strafblad

### Training
Om de veiligheid aan boord te kunnen garanderen moet elke steward een interne cursus volgen. Deze cursus duurt tussen de 4 en 17 weken. Iedere luchtvaartmaatschappij verzorgt haar eigen cursus. Toch bestaat deze cursus bij elke maatschappij uit ongeveer dezelfde onderdelen:

#### Noodsituaties
Door middel van een handboek dat door de luchtvaartmaatschappij ter beschikking wordt gesteld, worden alle mogelijke noodsituaties samen met een trainer doorgewerkt. Belangrijk daarbij zijn:

##### Evacuatieprocedures
Zowel in het water als op het land kan het tot een evacuatie komen. Het cabinepersoneel wordt getraind in het openen van de vliegtuigdeuren in een noodsituatie, zodat de glijbanen/rubbervlotten worden opgeblazen en de passagiers kunnen evacueren. Ook worden de commando's geoefend die naar de passagiers worden geroepen op het moment van een evacuatie. Elke luchtvaartmaatschappij heeft haar eigen commando's en haar eigen manier van omgaan met een noodsituatie. Iedere maatschappij moet zich echter houden aan de regels van de International Civil Aviation Organization, die bijvoorbeeld zeggen dat een vliegtuig zo ingericht moet zijn dat het binnen 90 seconden volledig geëvacueerd kan worden. Bij veel luchtvaartmaatschappijen wordt het evacueren geoefend in beweegbare cabinesimulators, hoewel dit volgens de ICAO niet verplicht is.

##### Brandbestrijding
Een van de grootste gevaren tijdens een vlucht is het ontstaan van een brand. Dit komt doordat een brand in een vliegtuig snel kan ontaarden in een flashover. Tijdens de training wordt veel aandacht besteed aan brandbestrijding. Er wordt dan ook geoefend met brandblussers en de hittebestendige beademingsapparatuur die zich aan boord bevindt. De meeste brandblussers in een vliegtuig zijn gevuld met halon, sommige met water.

#### Overleven
Een vliegtuig kan neerstorten in de woestijn, het oerwoud, de sneeuw of op het water. Omdat het enkele dagen kan duren voordat een vliegtuig wordt gevonden, wordt tijdens de training aandacht besteed aan het overleven in deze verschillende gebieden. Het water vormt hierbij het hoofdgebied. Een steward moet dan ook beschikken over een zwemdiploma. In een zwembad wordt tijdens de training geoefend met de zwemvesten en de rubbervlotten.

#### EHBO
Elke steward krijgt een meerdaagse cursus EHBO. Deze cursus wordt speciaal gericht op situaties in het vliegtuig. In het vliegtuig zijn draagbare zuurstofflessen aanwezig, die bij bijna elke medische calamiteit kunnen worden gebruikt. Ook wordt het reanimeren speciaal geoefend op smalle oppervlakken, zoals in het gangpad van een vliegtuig. Vaak beschikken vliegtuigen over een automatische externe defibrillator (AED). Meestal zijn er meerdere EHBO-koffers aan boord, alsmede medicijnen tegen vliegangst en tegen reisziekte.

#### In-flight Service

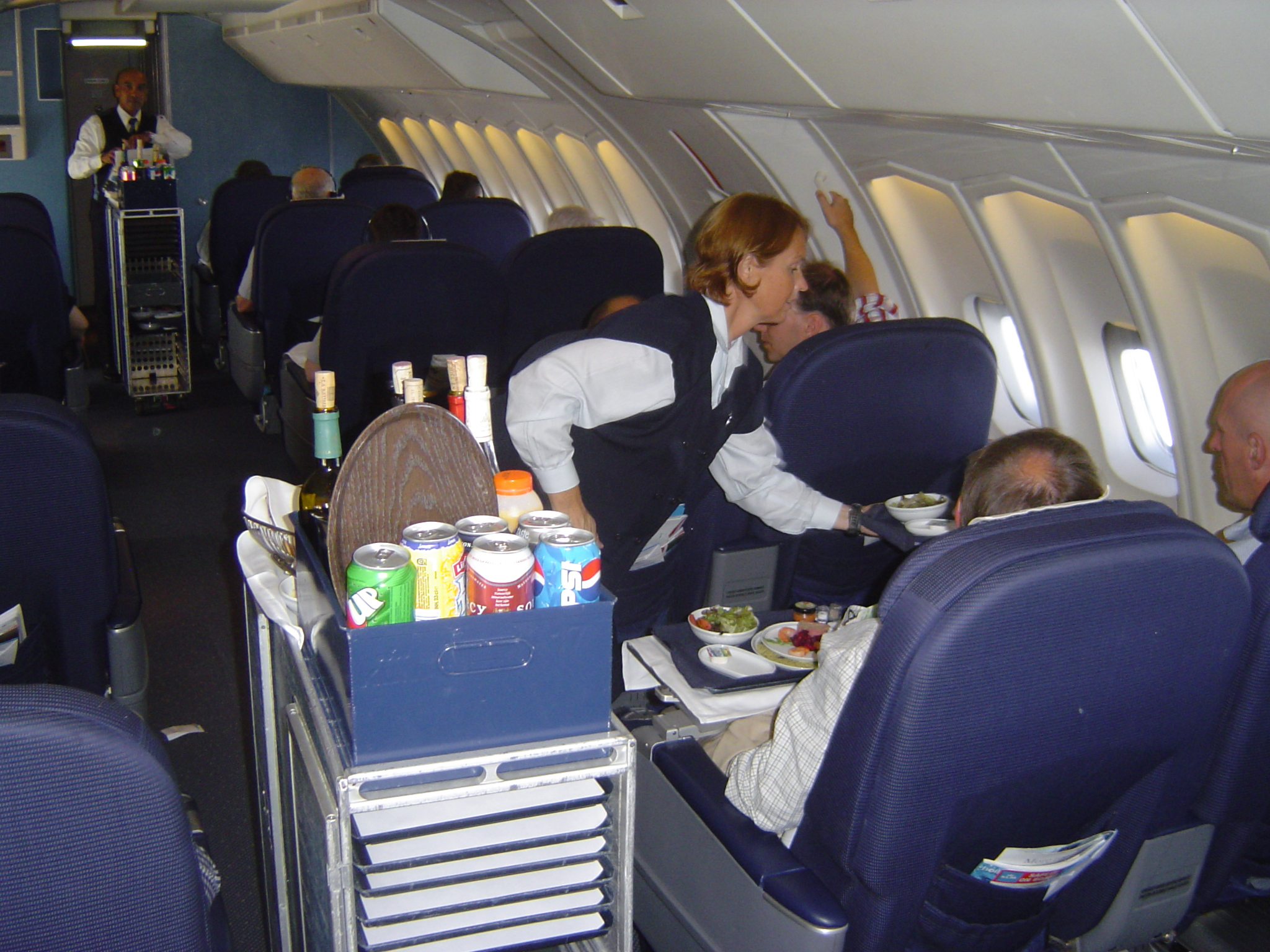
In-flight service

Afhankelijk van de luchtvaartmaatschappij wordt in meerdere of mindere mate aandacht besteed aan de in-flightservice. Sommige (low-cost) maatschappijen hebben een relatief eenvoudige service met alleen eten en drinken dat door de passagiers gekocht kan worden. Andere maatschappijen hebben juist een zeer uitgebreide gratis service. Daarbij zijn er verschillen in de service in de first-, business- en economyclass. Hoewel maatschappijen vaak veel aandacht besteden aan hun service, blijft het garanderen van de veiligheid aan boord altijd de belangrijkste taak van een steward.

#### Uiterlijke verzorging
Een luchtvaartmaatschappij verwacht dat het cabinepersoneel er representatief uit ziet tijdens het werk. Hierbij wordt gelet op het uniform, de hoeveelheid sieraden, de make-up, de handen en de haardracht.

## Werkzaamheden
De dagindeling van een steward verschilt per maatschappij, maar komt in grote lijnen op het volgende neer:

### Briefing
Voor elke vlucht komt het cabinepersoneel van die vlucht bij elkaar om de belangrijkste aspecten van de vlucht door te nemen, dit heet een briefing. De (senior)purser staat aan het hoofd van deze briefing. De belangrijkste punten die tijdens de briefing worden besproken zijn:
- Het aan elkaar voorstellen
- Het aantal passagiers van die vlucht
- De aanwezigheid van speciale passagiers. Voorbeelden hiervan zijn passagiers gebruikmakend van een rolstoel, alleen reizende kinderen (vaak UM (Unaccompanied Minor) genoemd), ernstig zieke passagiers en VIPs.
- Noodsituaties en EHBO. De purser haalt deze twee onderwerpen aan en herhaalt vaak in het kort nog eens de belangrijkste punten die tijdens de training zijn behandeld. Bij sommige maatschappijen is de purser verplicht om aan elke steward een aantal vragen te stellen over deze onderwerpen, dit om hun kennis te toetsen.
- De werkpositie aan boord. Er wordt bepaald, wie op welke plek in het vliegtuig zal komen te werken. Doorgaans wordt dit ingedeeld door de (senior)purser. Zo krijgt elke steward een (nood)deur (soms twee deuren) in het vliegtuig toegewezen, waar hij die vlucht tijdens de start en de landing de verantwoordelijkheid over draagt en er dus ook naast zal zitten. Deze deur geeft ook meteen de werkpositie tijdens de service aan. Zo zal het krijgen van de verantwoordelijkheid over een deur helemaal vooraan in het vliegtuig, bij veel maatschappijen betekenen dat deze steward in de eerste klas zal komen te werken. Niet alleen geeft een deur de klasse aan, maar ook meteen de precieze taakomschrijving binnen die klasse (bijvoorbeeld het verkopen van de belastingvrije artikelen, bij de deur staan als de passagiers instappen, het verzorgen van het eten).
- Het weer en de vluchtduur. Bij sommige luchtvaartmaatschappijen komen op een gegeven moment de piloten van die vlucht bij de briefing zitten en geeft meestal de gezagvoerder (captain) kort informatie over hoe het weer onderweg zal zijn en op welke momenten tijdens de vlucht er turbulentie zou kunnen optreden.

### Op de grond
Ongeveer een uur voor vertrek gaat de bemanning aan boord. Het cabinepersoneel gaat onmiddellijk naar zijn deur en controleert in dat gebied alle veiligheidsrelevante voorwerpen (brandblussers, zuurstofmaskers, zwemvesten, zuurstofflessen, EHBO-spullen) en operationele zaken (toiletten, water, ovens). Nadat alles is goedgekeurd, wordt dit aan de purser doorgegeven.
Dan wordt het teken gegeven dat de passagiers aan boord mogen komen. Iedere steward staat bij zijn deur, om in een noodgeval accuraat te kunnen reageren. De steward bij de deur waar de passagiers instappen, verwelkomt de passagiers.
Op het moment dat iedereen is ingestapt wordt de deur gesloten en geeft de piloot of de purser het sein aan het cabinepersoneel om de glijbanen in elke deur op scherp te stellen, zodat ze makkelijk geactiveerd kunnen worden in geval van nood.
Vervolgens zijn er de veiligheidsvoorschriften die voor elke vlucht aan de passagiers moeten worden uitgelegd. Dit kan door het cabinepersoneel persoonlijk worden gedemonstreerd, of door middel van een videofilm.
Daarna wordt er gecontroleerd of iedereen de riem om heeft, de stoel rechtop heeft staan en het tafeltje dicht heeft geklapt (bij sommige maatschappijen ook de armleuning omlaag en de zonwering open). Ook moeten de nooduitgangen vrij worden gemaakt van bagage of andere obstakels en moeten de toiletten leeg zijn. Als alles is gecontroleerd wordt dit aan de purser doorgegeven; dit is – wat de cabine betreft – het startsein om te vertrekken.
Ten slotte roept de piloot om dat hij gaat starten, met de woorden "Cabin crew, take your seats". Elke steward controleert voor de laatste keer of de toiletten leeg zijn en begeeft zich naar de jumpseat (klapstoel) naast zijn deur.

### Na de start
Het moment dat het cabinepersoneel tijdens de stijgvlucht mag beginnen met de service, verschilt per maatschappij. Bij sommige maatschappijen laten de piloten al binnen een paar minuten een akoestisch signaal horen, waardoor het cabinepersoneel weet dat het voor hen veilig is om op te staan. Bij andere maatschappijen dient het cabinepersoneel te wachten tot de verlichting van het “stoelriemen-vast”-teken is uitgeschakeld. Bij enkele maatschappijen mag het cabinepersoneel zelf besluiten op te staan.
Na het opstaan wisselen de vrouwen vaak hun schoenen van hoge hakken naar lage hakken of zelfs platte schoenen. Ook worden de jasjes uitgedaan en bij veel maatschappijen bij vrouwen (soms ook bij mannen) vervangen door een schort.

### Eten en drinken
Nu beginnen de werkzaamheden ter voorbereiding op het serveren van eten en drinken.
Er is een groot verschil tussen een service die al bij de prijs van de vlucht is inbegrepen (de duurdere maatschappijen) en een service waarbij de passagiers het eten en drinken aan boord moeten kopen (goedkopere maatschappijen). Er zijn er ook tussenvormen waarbij alleen het eten bij de ticketprijs in zit en het drinken niet; of juist andersom.

#### Eten en drinken inbegrepen
Elke steward zal zich nu richten op dat deel van de service dat voor hem van toepassing is (passend bij welke deur hij zit). Deze taken bestaan meestal uit het verzorgen van het eten, het verzorgen van het drinken en/of de verantwoordelijkheid over de galley (keuken in het vliegtuig). Deze taken herhalen zich voor elke klasse.
Diegene die verantwoordelijk is voor de galley (keuken) zorgt ervoor dat alle spullen goed teruggezet worden in de juiste trolleys (wagentjes) en boxen en dat de ovens en koffiezetapparaten op tijd worden in- en uitgeschakeld. Deze taak komt meestal alleen voor op langeafstandsvluchten.
De verantwoordelijke over het drinken zorgt ervoor dat de trolleys bovenop worden voorzien van flessen en pakken met drinken en dat de trolleys voldoende bevoorraad zijn. Ook zal deze steward het drinken in de cabine serveren.
De steward met de verantwoordelijkheid voor het eten zorgt er niet alleen voor dat de trolley vol zit en dat het eten verdeeld wordt. Ook moet hij het overzicht over de speciale maaltijden behouden. Vaak kunnen mensen speciale maaltijden bestellen als ze hun ticket kopen. Voorbeelden hiervan zijn vegetarisch, glutenvrij, kindermaaltijd en koosjer. Via een lijst met de speciale maaltijd plus het stoelnummer worden de speciale maaltijden uitgedeeld.
Deze verdeling van verantwoordelijkheid voor galley, eten en drinken is niet bij elke luchtvaartmaatschappij het geval. Bij sommigen maatschappijen doet gewoon iedereen wat nodig is.
Nadat de hoofdmaaltijd is geserveerd, begint voor het cabinepersoneel op langeafstandsvluchten de pauze. Ongeveer twee uur voor de landing wordt vaak nog een kleine maaltijd of snack geserveerd.

#### Eten en drinken niet inbegrepen
Ook hier richt elke steward zich op zijn taken, hoewel deze taken nu bijna allemaal aan elkaar gelijk zijn. Er wordt een aantal trolleys opgebouwd als een etalage, met daarop alle soorten drankjes en snacks die te koop zijn. Dit wordt aan de passagiers aangeboden die dan meestal cash of met een creditcard kunnen afrekenen. De warme snacks worden op het moment van bestelling in de oven gezet en opgewarmd. De gast moet dus een aantal minuten wachten op zijn warme bestelling.
Op langere vluchten wordt deze trolley twee maal op- en afgebouwd om de passagiers nog voor een tweede keer eten en drinken aan te kunnen bieden.

### De landing
Ongeveer 20 tot 30 minuten voor het bereiken van de eindbestemming beginnen de voorbereidingen op de landing.
Het “stoelriemen-vast”-teken wordt ingeschakeld en de passagiers keren terug naar hun zitplaats. Vaak moeten er nu nog koptelefoons en laatste resten van de maaltijd worden opgehaald. Zodra het sein “riemen vast” aangaat krijgt de bemanning bij de meeste maatschappijen het commando "Cabin crew, prepare for landing". Dit commando wordt vaak gegeven zodra het toestel tot 10.000 voet gedaald is.
Hierna worden weer alle gangen en nooduitgangen vrijgemaakt van spullen en wordt er gecontroleerd of iedereen de riem om heeft, de stoel rechtop heeft staan en het tafeltje dicht heeft ingeklapt (bij sommige maatschappijen ook de armleuning omlaag en de zonwering open). Als de cabine klaar is voor de landing wordt dit aan de (senior)purser doorgegeven.
Nu is het vliegtuig – wat de cabine betreft – klaar om te landen.
Een paar minuten voor de landing wordt door de (senior)purser of de piloot aan het cabinepersoneel doorgegeven dat er bijna geland gaat worden: "Cabin crew, take your seats". Het cabinepersoneel trekt hun jasje weer aan, controleert voor de laatste keer of de toiletten leeg zijn, gaat naar hun jumpseat,  en bereidt zich voor op de landing.

### Na de landing
Op het moment dat het toestel aankomt bij de gate zal de piloot (soms de (senior)purser) aan het cabinepersoneel bij de deuren het sein geven om de glijbanen te deactiveren.
Dan neemt het cabinepersoneel afscheid van de uitstappende passagiers. Nadat de laatste passagier is vertrokken wordt gecontroleerd of niemand iets is vergeten en is de vlucht ook voor het cabinepersoneel en de piloten voorbij.
Nu zijn er drie mogelijkheden:
- De crew (of een deel daarvan) maakt zich onmiddellijk op voor de volgende vlucht, die bij sommige maatschappijen alweer 25 minuten later zal vertrekken.
- De crew (doorgaans in zijn geheel) vertrekt naar een hotel en geniet van één of meer vrije dagen.
- De crew (of een deel daarvan) vertrekt naar huis.

## Voordelen van het beroep steward
- Men kan veel van de wereld zien. Afhankelijk van de toegestane (wettelijke) werktijd eindigt de "werkdag" soms in het buitenland. De lengte van het verblijf aldaar wisselt van 11 uur tot meer dan een week (de verblijfsduur is afhankelijk van de maatschappij, lengte van de vlucht en de dienstregeling).
- Men kan, evenals andere werknemers van de luchtvaartmaatschappij, als stand-by- of vrije passagier tegen een gereduceerde prijs reizen. Een stand-bypassagier kan echter alleen mee als er stoelen vrij zijn in het vliegtuig; passagiers met een normaal ticket gaan voor. Men gebruikt voor deze plaatsbewijzen vaak de afkortingen SA (Seat Available), SBY (stand-by) of ID (Interline Discount). In het Nederlands is deze regeling bekend onder de naam IPB (Indien Plaats Beschikbaar).

## Nadelen van het beroep steward

### Werkomgeving
- De luchtvochtigheid bedraagt ongeveer 5% (normaal is deze 50%-60%).
- De lucht in de cabine staat gelijk aan de lucht op 2500 meter hoogte.
- Het geluidsniveau bedraagt 80 dB (dit verschilt per vliegtuig en locatie in het vliegtuig, achterin is er meer lawaai dan voorin).
- De hoeveelheid kosmische straling is hoger dan op de grond. Per steward wordt de hoeveelheid kosmische straling waar hij aan wordt blootgesteld tijdens een vlucht, berekend en bijgehouden. Het is onduidelijk in hoeverre deze straling effect heeft op de gezondheid.

### Werk
- Het is niet altijd mogelijk om een privépauze te nemen (er zijn meestal passagiers en/of collega’s in de buurt). Bij sommige maatschappijen is het in bepaalde toestellen en op bepaalde vluchten mogelijk (en wettelijk verplicht na een bepaald aantal vlieguren) om horizontaal te rusten.
- Er wordt altijd gewerkt in kleine ruimten met een groot aantal mensen; hierdoor wordt de natuurlijke afstandsregel tussen personen constant doorbroken.
- Het constant vriendelijk moeten praten met (soms veeleisende en onredelijke) passagiers kost veel energie.

### Gezondheid
- Bij vluchten waarbij (veel) tijdzones gepasseerd worden is jetlag een erg verstorende factor voor het lichaam.
- Er bestaat een reële kans om slaapstoornissen te ontwikkelen door de vele tijdsverschuivingen, het 's nachts werken en de klimaatsveranderingen.
- Het werken bij een zeer lage luchtvochtigheid, lage luchtdruk en dus minder zuurstof is zeer vermoeiend.

### Privé
- Het vaak lang weg zijn van vrienden en familie.
- Het moeilijk in te delen privéleven, gezien de onregelmatige werktijden met roosters die soms op korte termijn aan verandering onderhevig zijn.